# Cora Gooseberry
Cora Gooseberry, känd som 'Queen Gooseberry', 'Lady Bongary' och 'Mrs Gooseberry', född 1777, död 30 juli 1852, var en aborigin. Hon var en välkänd figur i Sydney från 1830 och framåt och där känd som ett original.  
Hennes aboriginska namn har stavats som Kaaroo, Carra, Caroo, Car-roo or Ba-ran-gan. Hon var dotter till Moorooboora (Maroubra) (c.1758-1798), en ledare för klanen Murro-ore-dial (Pathway Place) vid Port Jackson, och gifte sig med Bungaree, hövding vid Broken Bay. En man ur Walkeloa-klanen, Boio eller 'Long Dick', uppgav senare att han var hennes son. Hon uppgav en gång att hennes make var hövding för aboriginerna vid Sydney när det första fångskeppet från Storbritannien anlände och grundade kolonin 1788. 
Efter sin makes död 1830 blev hon en känd figur i Sydneys stadsbild. Hennes kännetecken var den filt regeringen delade ut, en shalett och en pipa. 1841 beskrivs hon fortfarande som naken, men 1844 bar hon en västerländsk tygklänning. Hon brukade slå läger på gatan med en grupp andra aboriginer som Ricketty Dick, Jacky Jacky och Bowen Bungaree, och ibland ge uppvisningar i bumerangkastning. Tidningarna brukade då och då skriva om henne. 